# Anton Schwarz (Komponist)
Anton Schwarz (* 20. April 1858 in Kötzting; † 27. Mai 1931 in Straubing) war ein deutscher Komponist und Musikpädagoge.

## Leben
Anton Schwarz wurde am 20. April 1858 in Bad Kötzting in einem Lehrerhaus geboren. Da Anton unter den sieben Kindern als der besonders Musikalische hervorragte, schickte man ihn nach Regensburg, wo er als „Domspatz“ in das Knabeninstitut der Alten Kapelle aufgenommen wurde und unter Michael Haller eine grundlegende musikalische Ausbildung seiner Fähigkeiten erhielt. Später besuchte er das Straubinger Seminar, um den Beruf des Lehrers zu ergreifen. Nachdem er zwölf Jahre (1877 - 89) im Volksschuldienst zuletzt in Dingolfing tätig gewesen war, ging er an die Königliche bayerische Musikschule in München und studierte unter Joseph Rheinberger Komposition und Orgel. Nach Studienabschluss erhielt er eine Anstellung am Lehrerseminar in Straubing als Musiklehrer, zunächst im Rang eines Präparandenlehrers. 1904 erhielt er den Titel eines Königlichen Seminarlehrers. Er unterrichtete am Seminar Harmonielehre, Orgel und Gesang, bis er 1923 im Alter von 55 Jahren in den Ruhestand versetzt wurde. Seinen Lebensabend verbrachte er in Straubing, wo er am 27. Mai 1931 starb.

## Pädagogisches Wirken
Anton Schwarz war ein bedeutender Musikpädagoge, dem Hunderte von Lehrern eine gründliche musikalische Ausbildung verdanken. Seine ehemaligen Schüler hatten lange noch lebhafte Erinnerungen an ihren verehrten Lehrer, den sie den „Sequenzen-Toni“ nannten. Sie rühmten sein absolutes Gehör, seine hohe Musikalität, aber auch seine originelle Art zu unterrichten.
Neben seiner schulischen Tätigkeit wirkte Schwarz mehrere Jahre als Dirigent des Straubinger Liederkranzes.

## Werke
Sein kompositorisches Schaffen galt zum einen Teil der weltlichen Chormusik. Seine Männer-, Frauen- und gemischten Chöre wurden gerne gesungen. Daneben war er ein geschätzter Kirchenkomponist. Er schrieb unter anderem vier Messen, mehrere Offertorien, Motetten und Lieder. Von den Orgelwerken sind im Druck erschienen eine Orgelfuge in D-Dur und „160 Originalkompositionen“ für die Orgel op. 23. Seine Orgelbegleitung zu den Responsorien und Psalmodien wurde mit einem Preis ausgezeichnet und noch viele Jahre nach seinem Tod gern benutzt.
Die Kompositionen von Schwarz stellen an die Ausführenden keine geringen Anforderungen. Ihre Satzweise erinnert an die seines Lehrers Rheinberger, doch schrieb er in Bezug auf Melodik und Harmonik herber als dieser.
- Missa in honorem St. Antonii de Padua
- Missa in honorem St. Mathildis op. 15
- Missa in C-Dur in honorem St. op. 17
- Missa pro defunctis (Requiem)
- Ölberglied op. 18
- Orgelbegleitung zu den Responsorien der Messe, Litanei etc.
- Orgelfuge in D-Dur
- 160 Originalkompositionen für die Orgel op. 23
- Liederbuch für gemischten Chor zum Gebrauche an den Gymnasien